# Євгенія Бустабад
Євгенія Бустабад Гарсія (ісп. Eugenia Bustabad García; нар. 5 липня 1991, Лас-Пальмас-де-Гран-Канарія, Гран-Канарія, Канарські острови) — іспанська борчиня вільного стилю, чемпіонка та срібна призерка Середземноморських чемпіонатів.

## Життєпис
Боротьбою почала займатися з 2003 року.
Виступала за борцівський клуб «Санта-Ріта». Тренер — Антоніо Хіменес.

## Спортивні результати на міжнародних змаганнях

### Виступи на Чемпіонатах світу
| Змагання                        | Збірна  | Вагова категорія          | Місце |
| ------------------------------- | ------- | ------------------------- | ----- |
| Чемпіонат світу з боротьби 2017 | Іспанія | жіноча боротьба, до 48 кг | 19    |

### Виступи на Чемпіонатах Європи
| Змагання                         | Збірна  | Вагова категорія          | Місце |
| -------------------------------- | ------- | ------------------------- | ----- |
| Чемпіонат Європи з боротьби 2016 | Іспанія | жіноча боротьба, до 48 кг | 5     |
| Чемпіонат Європи з боротьби 2017 | Іспанія | жіноча боротьба, до 48 кг | 15    |

### Виступи на Європейських іграх
| Змагання              | Збірна  | Вагова категорія          | Місце |
| --------------------- | ------- | ------------------------- | ----- |
| Європейські ігри 2015 | Іспанія | жіноча боротьба, до 48 кг | 12    |

### Виступи на Універсіадах
| Змагання               | Збірна  | Вагова категорія          | Місце |
| ---------------------- | ------- | ------------------------- | ----- |
| Літня Універсіада 2013 | Іспанія | жіноча боротьба, до 51 кг | 11    |

### Виступи на Середземноморських чемпіонатах
| Змагання                                     | Збірна  | Вагова категорія          | Місце  |
| -------------------------------------------- | ------- | ------------------------- | ------ |
| Середземноморський чемпіонат з боротьби 2015 | Іспанія | жіноча боротьба, до 48 кг | Срібло |
| Середземноморський чемпіонат з боротьби 2016 | Іспанія | жіноча боротьба, до 48 кг | Золото |

### Виступи на інших змаганнях
| Змагання                                                       | Збірна  | Вагова категорія          | Місце  |
| -------------------------------------------------------------- | ------- | ------------------------- | ------ |
| Гран-прі Іспанії з боротьби 2012                               | Іспанія | жіноча боротьба, до 51 кг | 10     |
| Henri Deglane Challenge 2013                                   | Іспанія | жіноча боротьба, до 51 кг | 4      |
| Гран-прі Іспанії з боротьби 2014                               | Іспанія | жіноча боротьба, до 53 кг | 11     |
| Відкритий чемпіонат Польщі з боротьби 2014                     | Іспанія | жіноча боротьба, до 53 кг | 10     |
| Henri Deglane Challenge 2014                                   | Іспанія | жіноча боротьба, до 48 кг | Бронза |
| Гран-прі Парижа з боротьби 2015                                | Іспанія | жіноча боротьба, до 48 кг | 10     |
| Кубок Гранми з боротьби 2015                                   | Іспанія | жіноча боротьба, до 48 кг | 5      |
| Гран-прі Іспанії з боротьби 2015                               | Іспанія | жіноча боротьба, до 48 кг | 17     |
| Відкритий чемпіонат Польщі з боротьби 2015                     | Іспанія | жіноча боротьба, до 48 кг | 11     |
| Henri Deglane Challenge 2015                                   | Іспанія | жіноча боротьба, до 48 кг | 5      |
| Гран-прі Парижа з боротьби 2016                                | Іспанія | жіноча боротьба, до 48 кг | 9      |
| Олімпійський кваліфікаційний турнір з боротьби 2016 (Зренянин) | Іспанія | жіноча боротьба, до 48 кг | 10     |
| Олімпійський кваліфікаційний турнір з боротьби 2016 (Стамбул)  | Іспанія | жіноча боротьба, до 48 кг | 20     |
| Cerro Pelado International 2017                                | Іспанія | жіноча боротьба, до 48 кг | Бронза |
| Турнір Дана Колова — Николи Петрова 2017                       | Іспанія | жіноча боротьба, до 48 кг | 10     |
| Турнір міста Сассарі з боротьби 2017                           | Іспанія | жіноча боротьба, до 48 кг | Срібло |
| Henri Deglane Challenge 2018                                   | Іспанія | команда                   | Бронза |

### Виступи на змаганнях молодших вікових груп
| Змагання                                       | Збірна  | Вагова категорія          | Місце |
| ---------------------------------------------- | ------- | ------------------------- | ----- |
| Чемпіонат Європи з боротьби серед кадетів 2007 | Іспанія | жіноча боротьба, до 49 кг | 13    |
| Чемпіонат Європи з боротьби серед кадетів 2008 | Іспанія | жіноча боротьба, до 49 кг | 18    |
| Чемпіонат світу з боротьби серед юніорів 2008  | Іспанія | жіноча боротьба, до 48 кг | 19    |
| Чемпіонат Європи з боротьби серед юніорів 2011 | Іспанія | жіноча боротьба, до 51 кг | 9     |